# Liga Premier de Rusia 2009
La Liga Premier 2009 fue la 18.ª edición de la Liga Premier de Rusia. Se realizó del 14 de marzo al 29 de noviembre de 2009. El campeón fue el club Rubin Kazán, que consiguió revalidar el título logrado la temporada anterior, coronándose por segunda vez en su historia.
Los dieciséis clubes en competencia disputaron dos ruedas con un total de 30 partidos disputados por club, al final de la temporada, los dos últimos clasificados son relegados y sustituidos por el campeón y subcampeón de la Primera División de Rusia, la segunda categoría de Rusia.

## Equipos
Los clubes Shinnik Yaroslavl y Luch-Energiya Vladivostok, descendidos la temporada anterior, son reemplazados para este campeonato por los dos clubes ascendidos, el FC Rostov, que vuelve tras haber descendido en 2007, y el Kubán Krasnodar.

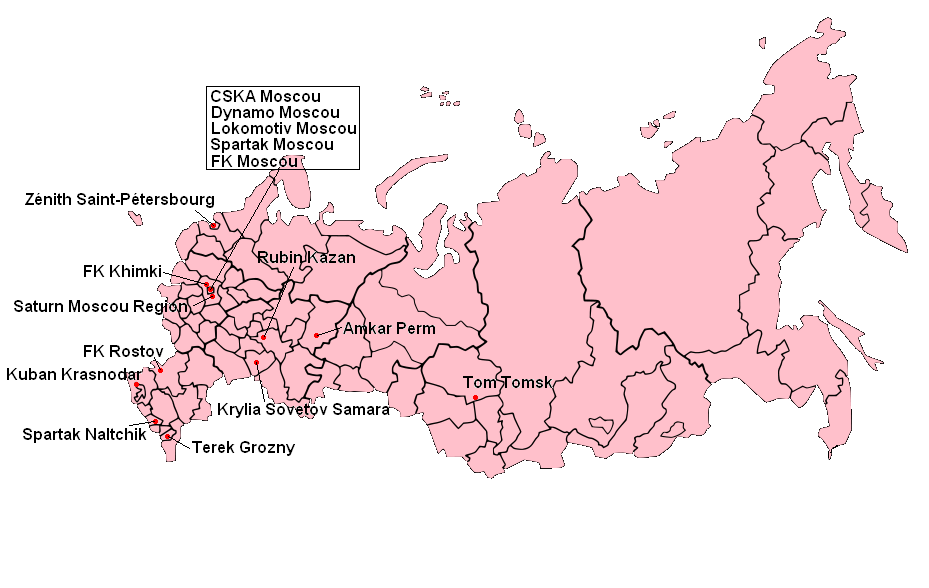
Localización de clubes de la Liga Premier 2009.

| Club                  | Ciudad          | Estadio            | Capacidad |
| --------------------- | --------------- | ------------------ | --------- |
| Amkar Perm            | Perm            | Estadio Zvezda     | 17.000    |
| CSKA Moscú            | Moscú           | Olímpico Luzhnikí  | 84.745    |
| Dinamo Moscú          | Moscú           | Arena Jimki        | 18.600    |
| FK Jimki              | Moscú           | Arena Jimki        | 18.600    |
| Krylia Sovetov Samara | Samara          | Estadio Metallurg  | 33.220    |
| Kubán Krasnodar       | Krasnodar       | Estadio Kubán      | 32.700    |
| Lokomotiv Moscú       | Moscú           | Estadio Lokomotiv  | 28.800    |
| FC Rostov             | Rostov del Don  | Olimp-2            | 15.800    |
| Rubin Kazán           | Kazán           | Central Kazán      | 30.133    |
| Saturn Rámenskoye     | Ramenskoye      | Estadio Saturn     | 16.726    |
| Spartak Moscú         | Moscú           | Olímpico Luzhnikí  | 84.745    |
| Spartak Nalchik       | Nálchik         | Estadio Spartak    | 14.400    |
| Terek Grozny          | Grozni          | Sultán Bilimkhanov | 10.200    |
| Tom Tomsk             | Tomsk           | Estadio Trud       | 15.000    |
| Torpedo-Metallurg     | Moscú           | Eduard Streltsov   | 13.422    |
| Zenit San Petersburgo | San Petersburgo | Estadio Petrovsky  | 21.745    |

1. ↑  Dinamo Moscú jugó durante el 2009 en el Arena Jimki porque el estadio donde es tradicionalmente local, el Estadio Dinamo, está siendo renovado. «Dynamo on Arena Khimki». Sport Express. 11 de noviembre de 2008. Archivado desde el original el 7 de abril de 2009. Consultado el 15 de marzo de 2009.

## Tabla de posiciones
- Al final de la temporada, el campeón, subcampeón y tercer lugar clasifican a la Liga de Campeones de la UEFA 2010-11. Mientras que el cuarto y quinto clasificados en el campeonato clasifican a la Liga Europea de la UEFA 2010-11.

|  |     | Equipo                | PJ | PG | PE | PP | GF | GC | DG  | PTS |
|  | --- | --------------------- | -- | -- | -- | -- | -- | -- | --- | --- |
|  | 1.  | Rubin Kazán           | 30 | 19 | 6  | 5  | 62 | 21 | 41  | 63  |
|  | 2.  | Spartak Moscú         | 30 | 17 | 4  | 9  | 61 | 33 | 28  | 55  |
|  | 3.  | Zenit San Petersburgo | 30 | 15 | 9  | 6  | 48 | 27 | 21  | 54  |
|  | 4.  | Lokomotiv Moscú       | 30 | 15 | 9  | 6  | 43 | 30 | 13  | 54  |
|  | 5.  | CSKA Moscú (C)        | 30 | 16 | 4  | 10 | 48 | 30 | 18  | 52  |
|  | 6.  | FC Moscú              | 30 | 13 | 9  | 8  | 39 | 28 | 11  | 48  |
|  | 7.  | FC Saturn             | 30 | 13 | 6  | 11 | 38 | 41 | -3  | 45  |
|  | 8.  | Dinamo Moscú          | 30 | 12 | 6  | 12 | 31 | 37 | -6  | 42  |
|  | 9.  | Tom Tomsk             | 30 | 11 | 8  | 11 | 31 | 39 | -8  | 41  |
|  | 10. | Krylia Sovetov Samara | 30 | 10 | 6  | 14 | 32 | 42 | -10 | 36  |
|  | 11. | Spartak Nalchik       | 30 | 8  | 11 | 11 | 36 | 33 | 3   | 35  |
|  | 12. | Terek Grozny          | 30 | 9  | 6  | 15 | 33 | 48 | -15 | 33  |
|  | 13. | Amkar Perm            | 30 | 8  | 9  | 13 | 27 | 37 | -10 | 33  |
|  | 14. | FC Rostov (A)         | 30 | 7  | 11 | 12 | 28 | 39 | -11 | 32  |
|  | 15. | Kubán Krasnodar (A)   | 30 | 6  | 10 | 14 | 23 | 51 | -28 | 28  |
|  | 16. | FK Jimki              | 30 | 2  | 4  | 24 | 20 | 64 | -44 | 10  |

- (C) Campeón de la Copa de Rusia.
- (A) Club ascendido la temporada anterior.

|  | Campeón y clasificado para la Liga de Campeones de la UEFA 2010-11 |
|  | Clasificado para la Liga de Campeones de la UEFA 2010-11           |
|  | Clasificado para la Liga Europea de la UEFA 2010-11                |
|  | Descendido a la Primera División 2010                              |
|  | Descendido a la Liga de Fútbol Amateur 2010                        |

| Rusia                         |
| Campeón Rubin Kazán 2° título |

## Goleadores
| Pos. | Jugador               | Goles | Equipo                |
| ---- | --------------------- | ----- | --------------------- |
| 1    | Welliton              | 21    | Spartak Moscú         |
| 2    | Aleksandr Bujárov     | 16    | Rubin Kazán           |
| 2    | Alejandro Domínguez   | 16    | Rubin Kazán           |
| 4    | Dmitri Sychov         | 13    | Lokomotiv Moscú       |
| 5    | Alex Raphael Meschini | 12    | Spartak Moscú         |
| 5    | Aleksandr Kerzhakov   | 12    | Dinamo Moscú          |
| 7    | Shamil Lajiálov       | 11    | Terek Grozny          |
| 8    | Vladímir Bystrov      | 10    | Spartak Moscú/Zenit   |
| 9    | Tomáš Necid           | 9     | CSKA Moscú            |
| 9    | Miloš Krasić          | 9     | CSKA Moscú            |
| 9    | Jan Koller            | 9     | Krylia Sovetov Samara |

## Datos del torneo
- Se anotaron en total 600 goles en los 240 encuentros disputados, lo que equivale a un promedio de 2.5 goles por partido.
- La asistencia total fue de 3.017.662 espectadores, lo que deja un promedio de 100.589 espectadores por fecha y 12.574 por partido.